# Eucratide Ier

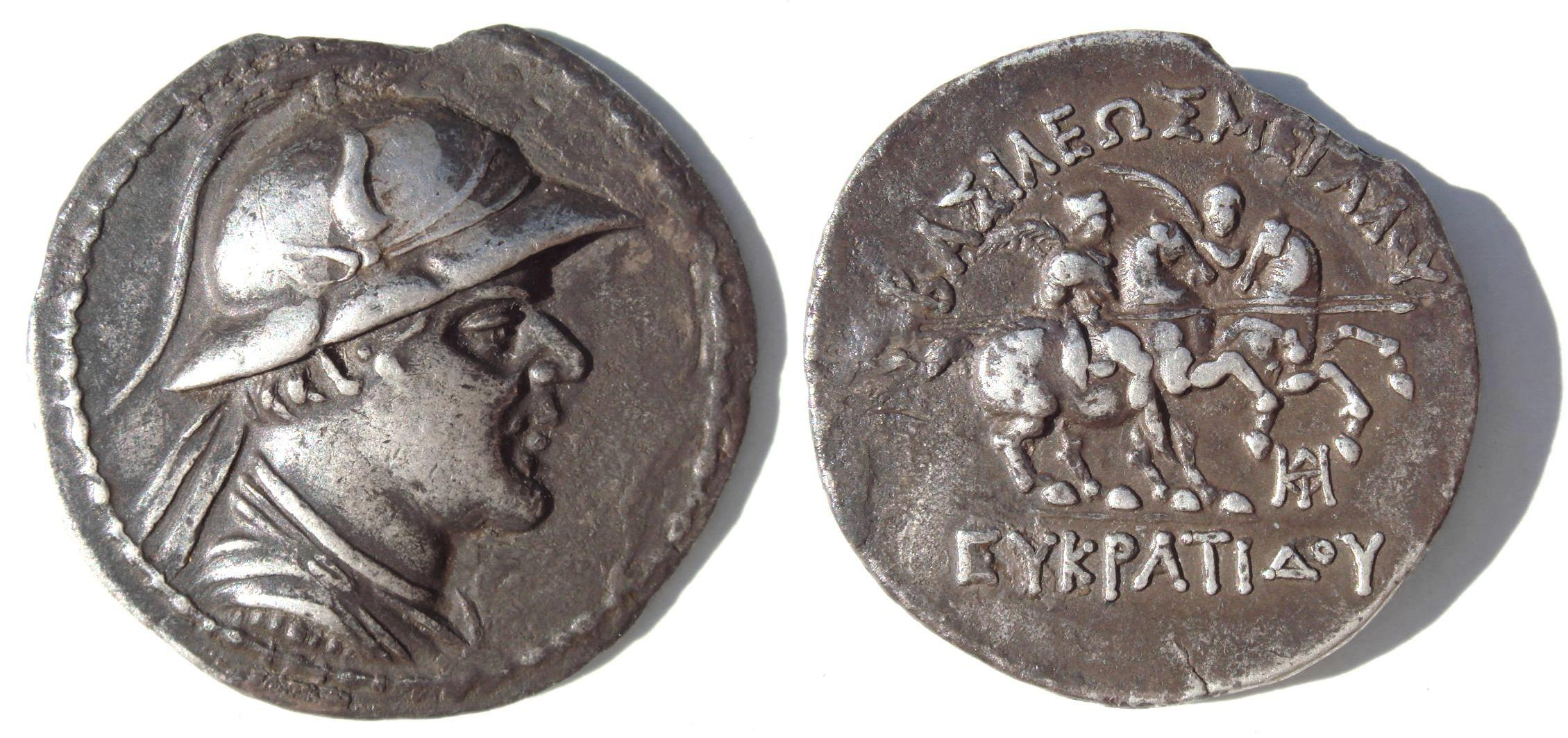
Tétradrachme en argent d’Eucratide Ier avec les Dioscures.

Pour les articles homonymes, voir Eucratide.
Eucratide Ier Mégas (« le Grand ») ou Eucratidès est le premier roi de la maison d'Eucratide du royaume gréco-bactrien. Il règne de 171 av. J.-C. à vers 139 av. J.-C. Il meurt assassiné par l'un de ses fils, probablement Hélioclès. Il a émis une grande et prestigieuse série de pièces de monnaie et est considéré comme le dernier grand souverain gréco-bactrien.

## Biographie

### Début du règne et conquête en Inde

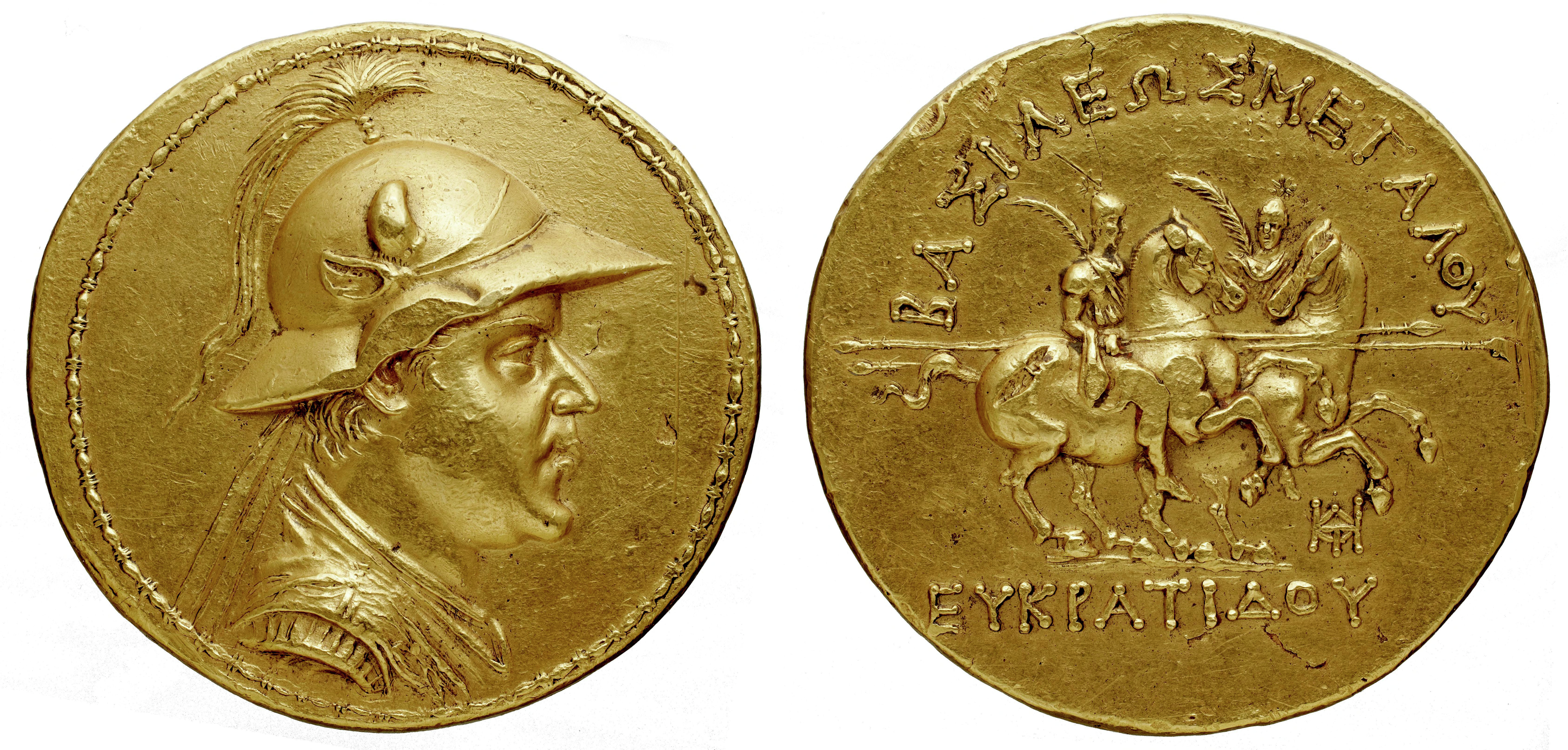
Pièce d'or de 20 statères d’Eucratide Ier, vers 150 av. J.-C., la plus lourde pièce d’or de l’Antiquité (169,2 g), exemplaire unique, cabinet des médailles de la BNF.

Eucratide est selon les sources un général ou un fonctionnaire rebelle de Démétrios Ier, soit un allié des Séleucides et un cousin d'Antiochos IV. En 171 av. J.-C., il parvient à renverser la dynastie euthydémide et monte sur le trône à la place d'Antimaque Ier. Justin explique qu'il prend le pouvoir à peu près en même temps que le roi parthe Mithridate Ier dont le règne commence en 171. La numismatique donne à penser qu'il est un contemporain du roi indo-grec Apollodote Ier. Certaines des pièces de monnaie d'Eucratide Ier présentent ses parents : son père y est nommé Hélioclès et sa mère, portant un diadème royal, Laodicé, ce qui en fait peut-être une membre de la dynastie séleucide selon W. W. Tarn. 
La branche indo-grecque des Euthydémides vient quelque temps après au secours de leurs cousins de Bactriane pour éliminer l'usurpateur. Un dénommé Démétrios, probablement Démétrios II, parvient en Bactriane à la tête de 60 000 hommes, mais après quatre mois de lutte il est finalement vaincu et tué lors d'une bataille. Eucratide règne alors sur un vaste territoire (Bactriane, Sogdiane, Margiane, Arie), comme l'indique l'abondante frappe de ses pièces de monnaie, en langue grecque et en kharoshthi. Il lance ensuite une campagne dans le nord-ouest de l'Inde et conquiert le Gandhara.
Dans le même temps, ou après ses campagnes indiennes, le royaume d'Eucratide est attaqué par le roi parthe Mithridate Ier. Celui-ci, ayant peut-être passé alliance avec les partisans des Euthydémides, envahit une grande partie de la Bactriane, le territoire à l'ouest de la rivière Hari (Arios en Grec) en Arie ; la ville d'Hérat (Artacoana) tombe en 167 et les régions de Tapuria et Traxiane, appelées par Strabon « le pays d'Aspiones et Turiua ». Après avoir tenté de reprendre Merv aux Parthes, Eucratide préfère négocier la paix avec Mithridate Ier contre tous les territoires perdus.

### Fin du règne et assassinat
À la fin de son règne, Eucratide est repoussé par le roi indo-grec Ménandre Ier qui réussit à créer un immense territoire unifié sur tout l'ouest de l'Inde jusqu’à Mathura, voire plus loin. Justin explique que l’accord d'Eucratide avec les Parthes ne plaît pas à certains et que sur le chemin du retour de l'Inde, il est assassiné vers 145 par l'un de ses fils, soit Eucratide II, soit plus probablement Hélioclès Ier, bien qu'il y ait des spéculations sur le fait qu'il se pourrait que ce soit le fils de Démétrios, le roi indo-grec. Justin écrit : « Il est tué sur le chemin du retour par son fils, qu’il avait associé à son règne, celui-ci, sans cacher son parricide parce que pour lui il n'a pas tué un père mais un ennemi. Il détestait tant son père qu’il a traîné son corps attaché à son char, il a roulé avec son char sur le sang de son père et a ordonné que le corps soit laissé sans une sépulture. »
Dernier grand souverain grec de Bactriane, sa mort sonne le glas du royaume gréco-bactrien : Aï Khanoum tombe aux mains des Yuezhi en 147, puis, après de long combats, c'est le cas de toute la Bactriane. Les colons grecs se replient alors au delà de l'Hindou Kouch dans les royaumes indo-grecs.